# Белый (Ленинградский район)
Бе́лый — хутор в Ленинградском районе Краснодарского края Российской Федерации.
Административный центр Белохуторского сельского поселения.
Хутор основан в 1892 году.

## География
Расположен в 15 километрах от административного центра района — станицы Ленинградской.

## История
В 1912 году хутор Максименкова Балка станицы Кисляковской переименован в Белый, в честь кошевого атамана Черноморского войска Сидора Белого.

## Население
| 2002  | 2010  | 2012  | 2013  | 2014  | 2015  |
| ----- | ----- | ----- | ----- | ----- | ----- |
| 1416  | ↘1228 | ↘1225 | ↗1227 | ↗1249 | ↗1277 |
| 2016  | 2017  | 2018  | 2019  | 2020  | 2021  |
| ↗1286 | ↘1259 | ↘1233 | ↘1217 | ↘1200 | ↘1150 |
| 2023  |       |       |       |       |       |
| ↘1108 |       |       |       |       |       |

Национальный состав
По данным переписи 1926 года по Северо-Кавказскому краю, в населённом пункте числилось 370 хозяйств и 2213 жителей (1044 мужчины и 1069 женщин), из которых украинцы — 94,58 % или 2093 чел.

## Известные жители
- Клавдия Кудряшова (1925—2012) — оперная певица, народная артистка СССР (1970).
- Александр Котенков (р. 1952) — полномочный представитель Президента Российской Федерации в Совете Федерации.